# 飯田商事
飯田商事株式会社（いいだしょうじ、IIDA TRADING CO., LTD. ）は、愛知県北名古屋市に本社がある、輸入家具、輸入インテリアを扱う商社。本社には「VITA DOLCE（ヴィタ ドルチェ）」という名のショールームが併設されている。輸入元はヨーロッパ。

## 事業所
- 本社：愛知県北名古屋市石橋字白目64番地
- 東京支店：東京都港区芝公園2丁目4番1号 芝パークビルB館1階

## 主な取り扱い商品
- 輸入家具（ダイニングテーブル、チェア、ソファ、キャビネット、サイドボード、ベッド等）
- 輸入インテリア（シャンデリア、ミラー、絵画、磁器、陶器等）